# Benedetto Aloisi Masella
Benedetto Aloisi Masella (Pontecorvo, 29 juni 1879 – Rome, 30 september 1970) was een Italiaans geestelijke en kardinaal van de Katholieke Kerk.
Aloisi Masella bezocht het seminarie in Ferentino, voordat hij in Rome ging studeren aan de Pauselijke Gregoriaanse Universiteit, de Pauselijke Ecclesiastische Academie en het Pauselijk Romeins Athenauem Sant‘Appolinare. Hij werd op 1 juni 1902 tot priester gewijd. Hij werd vervolgens persoonlijk secretaris van zijn oom Gaetano kardinaal Aloisi Masella, apostolisch datarius bij de Romeinse Curie. In 1906 trad Aloisi Masella zelf in dienst van de Curie. Hij werd toegevoegd aan de nuntiatuur in Portugal, waar hij achtereenvolgens secretaris (1909-1910) en Zaakgelastigde (1910-1919) was. Op 25 december 1914 verleende paus Benedictus XV hem de eretitel Kamerheer van Zijne Heiligheid. Drie jaar later benoemde de paus hem tot Huisprelaat en twee jaar daarna tot nuntius voor Chili. 
Op 15 september 1919 werd Aloisi Masella benoemd tot titulair aartsbisschop van Caesarea in Palestina. Pietro Gasparri, de kardinaal-staatssecretaris was hoofdcelebrant tijdens zijn bisschopswijding. Op 26 april 1927 benoemde paus Pius XI hem tot nuntius voor Brazilië.

Wapen van Aloisi Masella als camerlengo tijdens de sedisvacatie van 1958 en 1963

Tijdens het consistorie van 18 februari 1946 werd hij door paus Pius XII kardinaal gecreëerd. Zijn titelkerk werd de Santa Maria in Vallicella. Paus Pius benoemde hem tot aartspriester van de Sint-Jan van Lateranen en tot prefect van de Congregatie voor de Goddelijke Eredienst en de Regeling van de Sacramenten. Op 9 oktober 1958 werd hij door het College van Kardinalen gekozen tot camerlengo. Paus Pius XII was even daarvoor overleden en had bij leven noch een staatssecretaris noch een camerlengo benoemd. Aloisi Masella vervulde deze functie tot en met het conclaaf van 1958. Hij nam deel aan het Tweede Vaticaans Concilie en aan het conclaaf van 1963 dat leidde tot de verkiezing van Giovanni Battista Montini tot paus Paulus VI. Hij overleed in Rome aan de gevolgen van een nieraandoening.
- Bibliothèque nationale de France: cb11316983g (data)
- Gemeinsame Normdatei: 1141418088
- International Standard Name Identifier: 0000 0001 0918 5257
- Nationale Bibliotheek van Tsjechië: xx0212285
- Istituto Centrale per il Catalogo Unico: CUBV161092
- Système universitaire de documentation: 240436504
- Virtual International Authority File: 79016866
- WorldCat: E39PBJrRckM3pc3K4MKqCw4wmd